# Giacomo Joyce
Giacomo Joyce è un'opera postuma dello scrittore irlandese James Joyce. L'opera è ambientata a Trieste ed è in prosa poetica. Tale scritto, inoltre, rappresenta un'innovazione nello stile dello scrittore irlandese.

## Storia
Lo scrittore lascia il manoscritto dell'opera al fratello Stanislau, quando decide di partire da Trieste nel 1920. La vedova di Stanislau regalerà tale opera alla sig.ra Ellmann e viene dalla stessa usato per estrapolarne dei riferimenti per scrivere una biografia su Joyce. Soltanto nel 1967 si procede alla pubblicazione.

## Edizioni
- James Joyce, Giacomo Joyce Il racconto inedito di un suo amore triestino, Arnoldo Mondadori Editore, 1968.